# 爱在你左右
《爱在你左右》是由ntv7和新传媒联合制作的马来西亚剧集，與其它的新馬合拍戲劇不同，此劇是採用全新剧本拍摄。

## 故事大纲
浪漫深情的庄家伟和交往七年的女友凯琪参加了导游小姐傅小月带领的旅行团。对爱情充满憧憬的傅小月有一相交年餘的男友，原想趁着这次旅行，藉机给予她那正在外地公干的男友惊喜。满怀期待的小月躲藏在男友房中，幻想给对方一个惊喜，岂料却意外发现男友拥着新女友走进房内。小月顿时不知所措而只想逃离现场，在无计可施之下，唯有鬼祟爬出露台。正欲逃避面对之际，却被邻房的庄家伟逮个正着。东窗事发，小月男友闻声走出，看见一脸狼狈的小月架在露台处。事后小月男友藉机向她提出分手。
失恋后的小月将怨气发泄在庄家伟身上，更因此而导致凯琪和家伟分手，自此二人成为宿敌。二人在回程中搭上载有狂徒的旅游巴士。狂徒挟持巴士在高速公路横飞直闯，险象环生。眼见生命受威胁，小月为自己从未谈过一场轰轰烈烈的爱情而感到遗憾不已，泪盈满眶之际，多情的家伟也深受感动，冲动之下承诺若两人大难不死，将娶小月为妻。此番话被巴士乘客听见，众欣喜当场作证。一场虚惊之后，两人从此成为各媒体焦点。「巴士械劫成就情侣！」爱好肥皂剧的观众无不关注两人的发展，一对陌生人骑虎难下。
家伟与小月在相交七日后结婚，小夫妻婚后生活甜蜜，但始终没办法对对方说出一句「我爱你！」也许时间太仓促，也许两人不再相信世上还存有甜蜜童话爱情梦，慢慢的，两人发现对彼此不甚了解，尤其当小月发现庄家有个麻烦婆婆凤娇，还有两个专找碴的姑姑——小爱和美美。 
凤娇自丈夫多年前去世后，凭着坚毅不服输的个性独自一人撑起庄家，打理丈夫遗留下来的眼镜批发公司生意，向来深获业界同行尊重，和家人爱戴。近年来已将生意转交孩子，自己则退居幕后。小月嫁进庄家后，婆媳姑嫂战争宣布启幕，令夹杂当中的庄家伟为难。另一方面，家伟的前女友凯琪也介入，并千方百计离间两人。小月虽三番四次识破凯琪的诡计，但凯琪誓不罢休，无所不用其极，最后更宣布怀了家伟的孩子！凤娇眼看家伟饱受困扰，凤娇爱子心切前往央求小月离开家伟. 小月难过之餘，决定与家伟离婚，童话故事亦因此幻灭。
离婚后的家伟对小月未能忘情，但奈何对凯琪却存有一份责任。此事被凯琪得悉后，起了妒意，更牵起她埋藏在内心那段不为人知的秘密。原来凯琪的母亲长期居住在精神病院内。当年因父亲有外遇，不堪情伤的母亲精神病发杀害了父亲。小小的凯琪将一切看在眼里，造成心里上重创，多年来一直压抑着自己。当凯琪发现家伟背着自己前找小月时，开始陷入歇斯底里状态，步上她母亲后尘。结果凯琪挟持小月，要胁家伟回心转意，家伟救小月心切，最后遭凯琪伤害。家伟被送往医院，最后对小月说的一句话就是「我爱你」。
家伟陷入昏迷状态，小月留守身边，每天都盼望着家伟醒来。排除万难好不容易得来的爱情，王子与公主是否能有情人终成眷属？童话故事是否依然存在呢？ 
庄家大女儿美美乃典型城中事业女性。美美聪明且自视甚高，极端大女人主义。努力工作之余，美美感情上落得一片空白，每天暗地期盼真命天子的出现。美美有一名初恋情人方子文。当年因为对方一句「等我回来」，美美就此蹉跎了岁月，結果对方一走就是十三年。而今美美已經是功成名就的企業精英，她等候子文，想從这个男人身上討回失去的青春、尊严和愛情。岂料30岁的女强人老姑婆遇上33岁的玩世不恭花花公子——小月哥哥傅兴汉。傅兴汉是个眼镜设计师，抱持享樂主義的人生觀，人緣極佳，風趣幽默又開朗，唯独不喜欢受束縛，故目前還是單身。兴汉到美美公司内工作，两人自此杠上成为欢喜冤家，岂料兴汉怀疑自己患上乳癌后，竟对美美动了真情，但最终因个性不合而分手。至到美美的初恋情人方子云突然出现并向美美求婚，兴汉方显得焦急万分，形成一段三角恋，美美夹杂当中更是一时难作选择。 
另外庄家三小姐，庄小爱，性格活泼好动、咀巴甜，故获众人喜爱。小爱一心只想当艺人，追求者众多，一次意外邂逅，单恋兴汉。在得悉姐姐美美和兴汉相恋后，两姐妹为此还差点起冲突。小爱有一男性好友（张宇帆），两人情同姐妹。后来两人发现竟然对对方产生感觉，发展成为情侣……

## 演员表

### 主要演员
- 黄启铭 飾 庄家伟
- 洪乙心 飾 傅小月
- 朱咪咪 飾 林凤娇
- 辛伟廉 飾 傅兴汉
- 黄缳娴 飾 美美
- 谢佳見 飾 張宇帆
- 黄明慧 飾 可愛

## 收视
在马来西亚的收视率高达八点，此剧已在新加坡播出。
| 新加坡 新傳媒8頻道 （星期一到星期五 19:00到20:00）節目 | 新加坡 新傳媒8頻道 （星期一到星期五 19:00到20:00）節目 | 新加坡 新傳媒8頻道 （星期一到星期五 19:00到20:00）節目 |
| ------------------------------------------------------ | ------------------------------------------------------ | ------------------------------------------------------ |
|                                                        | 爱在你左右 （2008年8月18日-2008年9月22日）             |                                                        |
| 心花朵朵开 （2008年5月28日-2008年8月15日）             | 大城情事 （2008年9月23日-2008年11月3日）               |                                                        |

| 马来西亚 Ntv7 （星期一到星期五 22:00到23:00）節目 | 马来西亚 Ntv7 （星期一到星期五 22:00到23:00）節目 | 马来西亚 Ntv7 （星期一到星期五 22:00到23:00）節目 |
| ------------------------------------------------- | ------------------------------------------------- | ------------------------------------------------- |
|                                                   | 愛在你左右 （2007年12月17日-2008年2月7日）        |                                                   |
| 天使的烙印 （2007年9月5日-2007年10月17日）        | 大城情事 （2008年2月11日-2008年4月2日）           |                                                   |